# 瑪家村
瑪家村為台灣屏東縣瑪家鄉的一個村。位於中央山脈大武山山區的該台灣原住民族村里，面積約7.5平方公里，常住居民則有514人。
瑪家村組成人員均為台灣原住民的排灣族，詳分則有瑪卡扎亞扎亞、排依路絲及達納瓦宮等共三部落，1950年代起，該三部落即合劃為該村。
與同鄉舊排灣村、北葉村及同縣霧台鄉好茶村與泰武鄉泰武村的瑪家村居民，本有千人之規模，後來因土石流威脅及年輕人力外出就業等因素，今僅剩60戶至40戶人家，留駐人口均以務農維生。

## 外部連結
- 屏東縣政府：瑪家村 （页面存档备份，存于）